# Університетський коледж медичних наук
Університетський коледж медичних наук (англ. University College of Medical Sciences) — медичний коледж та лікарня в Делі, Індія, частина Делійського університету.